# Birth Control Review
Birth Control Review est un magazine créé et édité par Margaret Sanger en 1917, trois ans après l'invention par Otto Bobsein du terme contrôle des naissances pour désigner le fait pour une femme de choisir d'être mère ou non et de pouvoir espacer la naissance de ses enfants « en fonction des ressources financières et de l'impact sur la santé de la famille ». Margaret Sanger publie le premier numéro, alors qu'elle était emprisonnée pour avoir donné des contraceptifs et des informations sur leur utilisation à des femmes pauvres à la clinique de Brownsville à New York. Elle est restée rédactrice en chef jusqu'en 1928. Le dernier numéro est publié en 1940.

## Historique
La clinique de planification familiale et de contrôle des naissances de Brownsville est ouverte en octobre 1916 à New York. Margaret Sanger est alors arrêtée à deux reprises pour distribution illégale de contraceptifs et pour nuisance publique. Elle est condamnée avec Ethel Byrne, sa sœur, et Fannie Mindell à 30 jours de prison, période pendant laquelle elle commence à publier Birth Control Review (1917),.
Le magazine a été précédé par une autre publication de Margaret Sanger, La Femme Rebelle, qui a connu 7 numéros entre mars et octobre 1914, et où le terme de contrôle des naissances, inventé par Otto Bobsien, est imprimé pour la première fois. Il fera par la suite référence. Le bref séjour en prison et la publicité auquel il a donné lieu font de Margaret une martyre, attire l'attention sur le mouvement de contrôle des naissances, et lui procure le soutien de bailleurs de fonds pour son magazine. Elle en reste rédactrice en chef jusqu'en 1928, date à laquelle elle a démissionne pour diriger l'American Birth Control League. Le dernier numéro a été publié en janvier 1940.

## Contenu

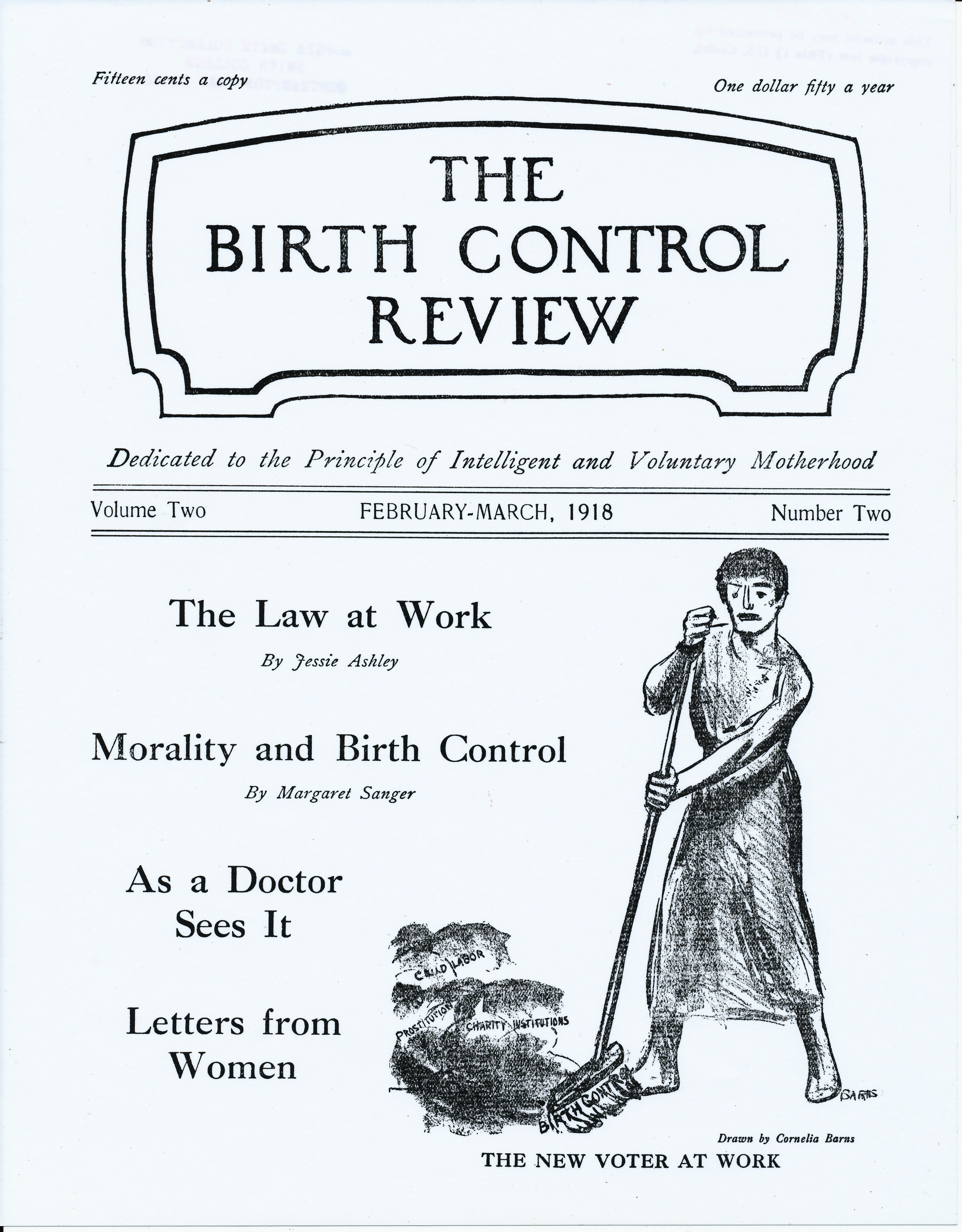
Couverture de Birth Control Rewiew en février–mars 1918 avec une illustration de Cornelia Barns, "Le Nouvel Électeur au Travail."

L'objectif principal de la revue est de légitimer et de soutenir le contrôle des naissances, en obtenant l'appui des médecins, législateurs, scientifiques, de la classe moyenne et des associations féminines philanthropiques. Birth Control Review appelle ses lecteurs à rejoindre des groupes comme l'American Birth Control League, fédérant dix associations différentes et qui deviendra le Planning familial (Planned Parenthood).
La revue contient des articles d'information et d'actualité sur le contrôle des naissances, écrits par des scientifiques, des activistes et des écrivains, ainsi qu'une revue des publications sur le sujet. Elle publie également des illustrations graphiques, des poésies ou des nouvelles de fiction, ainsi que des études et des témoignages de femmes des classes défavorisées.

## Contexte et impact

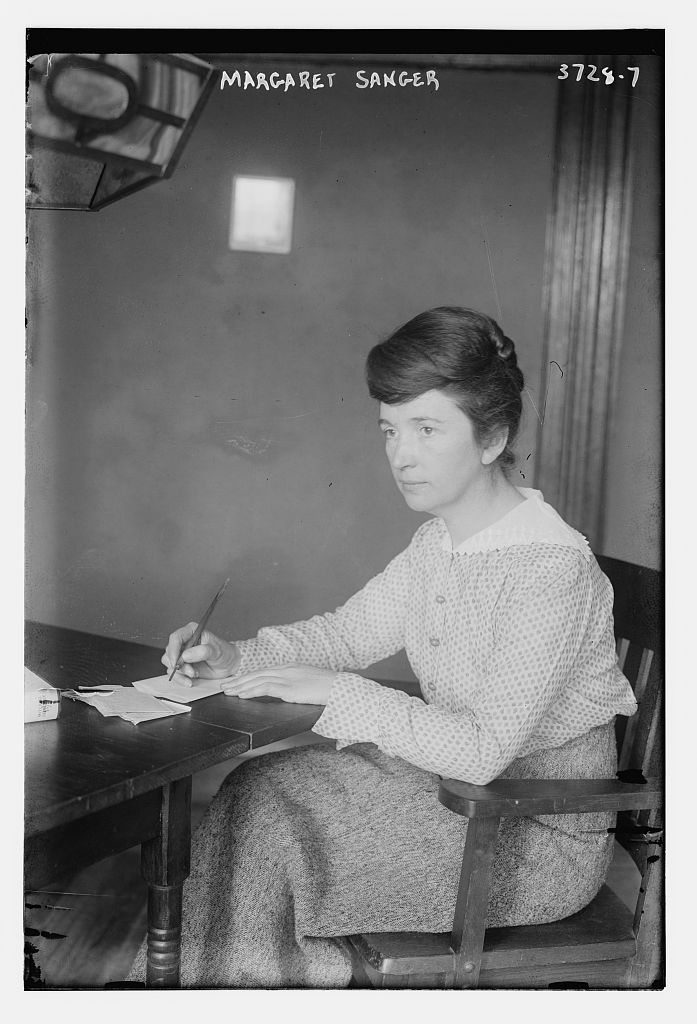
Margaret Sanger en 1916.

Le Comstock Act de 1873 dispose que la diffusion d'informations écrites sur le contrôle des naissances et la contraception est illégale. 14 États interdisent la transmission verbale d'information sur la contraception ou l'avortement, et 11 autres sanctionnent pénalement la possession de documents sur la prévention de la grossesse. Margaret Sanger a joué un rôle déterminant pour faire évoluer ce cadre juridique, en diffusant, y compris de la main à la main, Birth Control Review, et en faisant entrer dans le langage et le débat public de nouveaux concepts.

## Lien avec l'eugénisme
L'eugénisme s'est développé aux États-Unis dans les premières années du XXe siècle. Ses promoteurs, dont fait partie Margaret Sanger, qui pensent que les femmes doivent en général éviter la maternité, ont pour objectif d'améliorer l'état de santé de la population. Ils considèrent notamment que la femme doit attendre pour enfanter au moins l'âge de 22 ans, afin d'avoir « atteint un niveau de maturité physique et intellectuelle adapté », et être entrée dans la vie active, afin « que la société ne soit pas indifférente à son développement et ne la cantonne pas au travail à l'usine ». Birth Control Review traite souvent de sujets en lien avec la sélection génétique et l'évitement de la surpopulation. L'inclusion de ces thématiques néo-malthusiennes est un moyen d'élargir le cercle de ses soutiens. 

## Controverse
L'approche consistant à lier la défense du droit de la femme à disposer de son corps, le contrôle des naissances et les préoccupations eugénistes a été à l'origine d'une controverse. Margaret Sanger a été critiquée, notamment parce qu'elle aurait laissé entendre que le contrôle des naissances pouvait s'appliquer de façon privilégiée aux Afro-américains. Elle a participé à un rassemblement du Ku Klux Klan en 1926 à Silver Lake, dans le New Jersey et déclaré : « J'ai accepté une invitation à parler devant l'organisation féminine du Ku Klux Klan … J'ai vu à travers la porte des figures floues paradant avec des bannières et des croix illuminées … J'ai été accompagnée à l'estrade et présentée, et j'ai commencé à parler  … À la fin, avec des exemples simples je crois que j'ai dit ce que j'avais à dire. Il y a eu une douzaine d'invitations à parler dans des situations comparables »,.